# IK Virgo
IK Virgo är en idrottsklubb bildad år 1909 i Göteborg. IK Virgo är en av Göteborgs äldsta idrottsklubbar och man spelar sina matcher på idrottsplatsen Mossens IP. Man spelar sina matcher i röd-svartrandiga tröjor, vita shorts och svarta strumpor.

## Historia
IK Virgo bildades 1909. Till en början hade klubben namnet Örgryte BK, men efter klagomål ifrån det mer etablerade Örgryte IS bytte man till det nuvarande namnet IK Virgo. Namnet kommer ifrån det café, Café Virgo, där klubben en gång bildades. Virgo startade som ett kompisgäng med spelare framför allt från området kring Balders hage, Getebergsäng och Burås, ungefär där Liseberg ligger idag. Spelarna ingick även i styrelsen.
Den tidiga allsvenska stjärnan Bror Carlsson (Gais, Örgryte IS) inledde sin karriär i Virgo, liksom OS-medaljören 1924, Evert Lundqvist. Även andra allsvenska spelare som Albert Liljedahl och Rolf Almqvist kom från IK Virgo.

## Tabellplaceringar sedan 1999
| Säsong | Nivå | Division | Avdelning           | Placering | Förändring               |
| ------ | ---- | -------- | ------------------- | --------- | ------------------------ |
| 1999   | 9    | Div. 7   | Göteborg B          | 7a        |                          |
| 2000   | 9    | Div. 7   | Göteborg B          | 8a        |                          |
| 2001   | 9    | Div. 7   | Göteborg B          | 4a        |                          |
| 2002   | 9    | Div. 7   | Göteborg B          | 4a        |                          |
| 2003   | 9    | Div. 7   | Göteborg B          | 5a        |                          |
| 2004   | 9    | Div. 7   | Göteborg B          | 1a        | Uppflyttning till Div. 6 |
| 2005   | 8    | Div. 6   | Göteborg B          | 9a        |                          |
| 2006   | 8    | Div. 6   | Göteborg B          | 9a        |                          |
| 2007   | 8    | Div. 6   | Göteborg B          | 4a        |                          |
| 2008   | 8    | Div. 6   | Göteborg B          | 8a        |                          |
| 2009   | 8    | Div. 6   | Göteborg B          | 1a        | Uppflyttning till Div. 5 |
| 2010   | 7    | Div. 5   | Göteborg B          | 7a        |                          |
| 2011   | 7    | Div. 5   | Göteborg B          | 4a        |                          |
| 2012   | 7    | Div. 5   | Göteborg B          | 1a        | Uppflyttning till Div. 4 |
| 2013   | 6    | Div. 4   | Göteborg A          | 7a        |                          |
| 2014   | 6    | Div. 4   | Göteborg A          | 1a        | Uppflyttning till Div. 3 |
| 2015   | 5    | Div. 3   | Nordvästra Götaland | 8a        |                          |
| 2016   | 5    | Div. 3   | Nordvästra Götaland | 5a        |                          |
| 2017   |      | Div. 3   | Nordvästra Götaland |           |                          |

## Klubbens färger
Från början var det bestämt att Örgryte BK skulle ha blå-rödrandiga tröjor och mörkblå byxor. Stället skulle inköpas i England av en ung man som var ute på sjön. Av någon anledning köpte personen ifråga dock inte blå-rödrandiga tröjor utan röd-svarta tröjor. Enligt jubileumsskriften från 1934 berodde detta antingen på att affären gjordes på den skumma tiden på dygnet, eller på att inköparen vid inköpstillfället inte kontrollerat om det var blått eller svart i dräkterna. Trots detta blev de importerade dräkterna populära eftersom de var inköpta i John Bulls land. Tröjorna kostade en shilling styck.